# Turin (Georgia)
Turin è un comune degli Stati Uniti d'America, situato nello Stato della Georgia, nella Contea di Coweta.